# Chiesa dei Santi Sisinio, Martirio e Alessandro (Dro)
La chiesa dei Santi Sisinio, Martirio e Alessandro è una chiesa sussidiaria di Dro, nella Valle del Sarca in Trentino. Appartiene alla parrocchia dell'Immacolata, fa parte dell'ex-decanato di Arco e risale al XII secolo.

## Storia

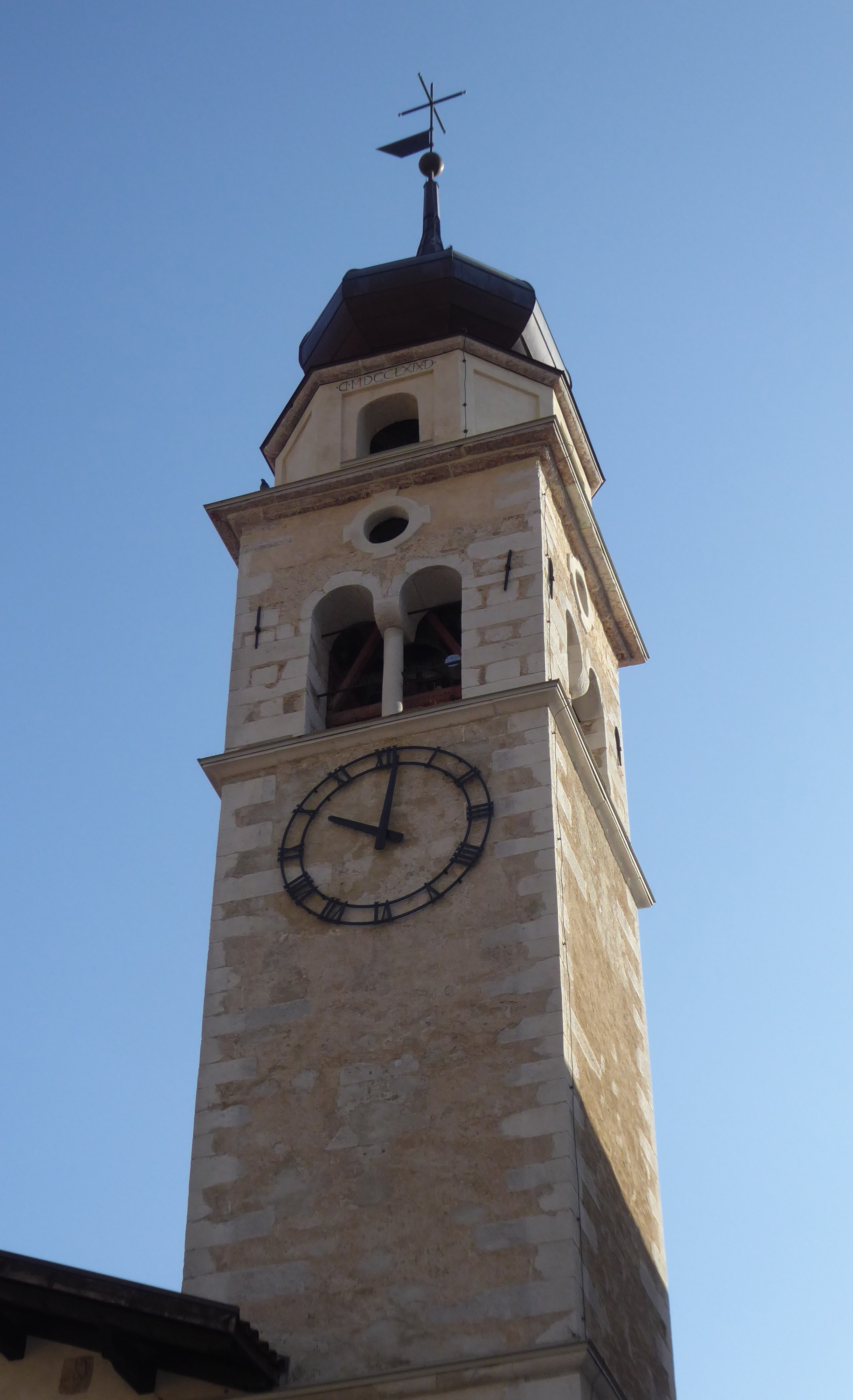
Campanile

La chiesa, che risale al XII secolo, è stata la prima parrocchiale di Dro, sostituita in questa funzione nel 1914 dalla nuova chiesa dell'Immacolata.
La sua fondazione è comprovata da due rilievi presenti sulla facciata, e all'inizio era cappellania legata alla  pieve di Arco. Dal 1475 ottenne la dignità di curazia di Dro.
Una prima citazione della chiesa si trova nel testamento di un chierico della collegiata dell'Assunta di Arco, datato 1286.
Durante il XV secolo venne rifatta l'abside e, durante i lavori, il campanile venne messo in sicurezza per evitare crolli.
Nel 1464 la chiesa risultava dedicata alla Madonna, a San Sisinio e a Santa Susanna. Nel 1537, in seguito ad importanti opere di ristrutturazione, venne dedicata ai Santi Sisinio, Martirio e Alessandro.
Dopo la metà del XVIII secolo venne costruita una nuova cappella laterale, inizialmente dedicata ai Santi Angeli Custodi ed in seguito a San Michele Arcangelo, posizionata sul lato opposto della sala a quella dedicata alla Madonna del Rosario già presente, venne ristrutturata la parte superiore del campanile, fu tinteggiata e vennero risistemate le decorazioni a stucco.
Quando iniziarono i lavori per la nuova chiesa parrocchiale, eretta di fianco a questa, l'antica struttura di San Sisinio, Martirio e Alessandro venne parzialmente demolita.
Dal 2012 la chiesa, in precedenza del Comune di Dro, è divenuta proprietà della parrocchia e si sono restaurati gli spazi a sinistra della sala, prima destinati ad altro uso civile.

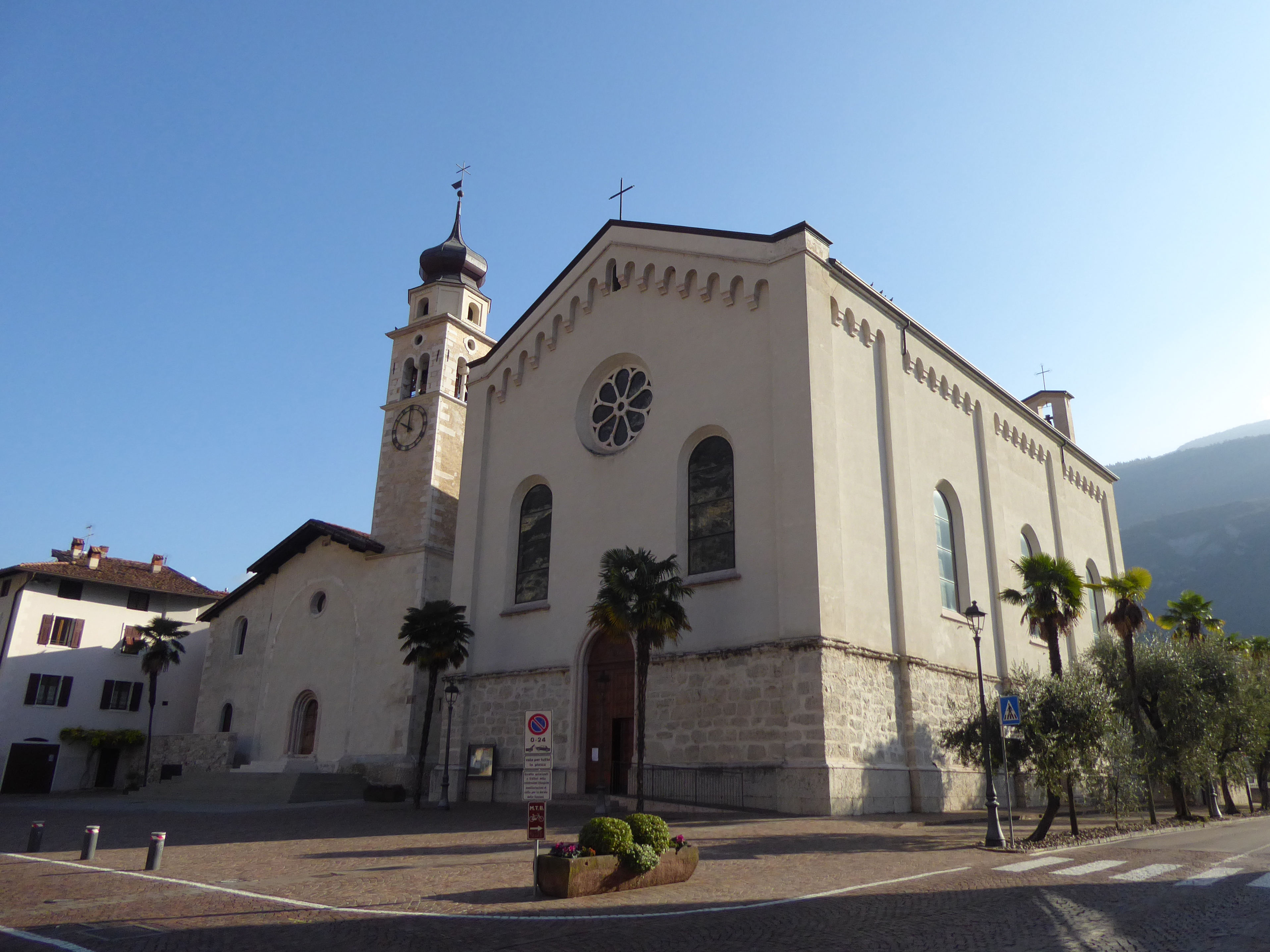
In primo piano la chiesa dell'Immacolata e sulla sua sinistra la chiesa dei Santi Sisinio, Martirio e Alessandro col suo campanile.

## Descrizione

### Esterni
L'antica chiesa parrocchiale di Dro si affaccia sulla piazza centrale dell'abitato accanto alla Chiesa dell'Immacolata. La facciata a capanna è semplice. Sulla sinistra il corpo della cappella laterale. Sulla destra si alza la torre campanaria con la cella che si apre con quattro finestre a bifora e che svolge ancora la sua funzione per la vicina chiesa parrocchiale.

### Interni
La navata interna è unica e affiancata da una grande cappella laterale. Il soffitto è in volta a crociera.